# 2665 Schrutka
A 2665 Schrutka (ideiglenes jelöléssel 1938 DW1) a Naprendszer kisbolygóövében található aszteroida. A. Bohrmann fedezte fel 1938. február 24-én.